# Mika Lipponen
Mika Lipponen (Kaarina, 9 mei 1964) is een voormalig Fins voetballer. Hij speelde onder meer voor TPS Turku, het Nederlandse FC Twente en het Zwitserse FC Aarau. Oorspronkelijk was Lipponen centrumspits, later werd hij meestal opgesteld op de flanken.

## Clubcarrière
Lipponen speelde vanaf 1981 voor TPS Turku. In 1983 en 1984 werd hij topscorer van de Veikkausliiga, de hoogste divisie van Finland. Tevens maakte hij in 1983 zijn debuut voor het nationale team van zijn land. In 1985 vertrok hij naar het Spaanse Real Mallorca. Lipponen had moeite met aarden in Spanje en raakte na een trainerswissel alras op een zijspoor, waarna hij tijdens het seizoen naar FC Twente in Nederland verkaste. Hier zou hij vier jaar blijven. De aanvaller speelde 107 wedstrijden voor de Tukkers, waarin hij 24 maal scoorde.
In 1989 tekende Lipponen een contract bij het Zwitserse FC Aarau, waar hij drie seizoenen voor uitkwam. Na een korte terugkeer bij TPS Turku kwam hij in 1993 terug naar Nederland, om te spelen voor eerste-divisionist BVO Emmen. In 1995 moest hij noodgedwongen wegens een hamstringblessure stoppen. Hij trad vervolgens als scout in dienst bij Emmen. In deze functie haalde hij onder andere zijn landgenoot Mika Nurmela naar Nederland. Nadat zijn dienstverband bij BVO Emmen werd beëindigd, zette Lipponen zijn loopbaan als scout voort bij Feyenoord. Vanaf 1 januari 2021 zet hij zijn loopbaan voort als scout bij PSV.

## Interlandcarrière
Lipponen kwam in totaal 46 keer (elf doelpunten) uit voor de nationale ploeg van Finland in de periode 1983–1991. Hij maakte zijn debuut op 17 april 1983 in de EK-kwalificatiewedstrijd tegen Polen (1-1), net als middenvelder Kari Ukkonen. Hij moest in dat duel na 66 minuten plaatsmaken voor Ari Hjelm.
| Interlanddoelpunten | Interlanddoelpunten | Interlanddoelpunten | Interlanddoelpunten                      | Interlanddoelpunten | Interlanddoelpunten | Interlanddoelpunten | Interlanddoelpunten |
| #                   | Datum               | Locatie             | Wedstrijd                                | Goal(s)             | Score               | Uitslag             | Wedstrijd           |
| ------------------- | ------------------- | ------------------- | ---------------------------------------- | ------------------- | ------------------- | ------------------- | ------------------- |
| 1                   | 31/10/1984          | Antalya             | Turkije – Finland                        | 56'                 | 0 – 2               | 1 – 2               | WK-kwalificatie     |
| 2                   | 14/11/1984          | Belfast             | Noord-Ierland – Finland                  | 22'                 | 0 – 1               | 2 – 1               | WK-kwalificatie     |
| 3                   | 23/01/1985          | Alicante            | Spanje – Finland                         | 6'                  | 0 – 1               | 3 – 1               | Oefeninterland      |
| 4                   | 06/06/1985          | Helsinki            | Finland – Roemenië                       | 26'                 | 1 – 1               | 1 – 1               | WK-kwalificatie     |
| 5                   | 06/08/1986          | Helsinki            | Finland – Zweden                         | 60'                 | 1 – 3               | 1 – 3               | Oefeninterland      |
| 6                   | 13/02/1988          | Ta' Qali            | Finland – Tunesië                        | ??'                 | 1 – 0               | 3 – 0               | Oefeninterland      |
| 7                   | 13/02/1988          | Ta' Qali            | Finland – Tunesië                        | ??'                 | 2 – 0               | 3 – 0               | Oefeninterland      |
| 8                   | 13/02/1988          | Ta' Qali            | Finland – Tunesië                        | ??'                 | 3 – 0               | 3 – 0               | Oefeninterland      |
| 9                   | 22/03/1989          | Dresden             | Duitse Democratische Republiek – Finland | 29'                 | 0 – 1               | 1 – 1               | Oefeninterland      |
| 10                  | 06/09/1989          | Helsinki            | Finland – Wales                          | 51'                 | 1 – 0               | 1 – 0               | WK-kwalificatie     |
| 11                  | 04/10/1989          | Dortmund            | West-Duitsland – Finland                 | 72'                 | 4 – 1               | 6 – 1               | WK-kwalificatie     |